# Arend Baumann
Arend Baumann (30 de Março de 1903 - 19 de Dezembro de 1985) foi um comandante de U-Boot que serviu na Kriegsmarine durante a Segunda Guerra Mundial.

## Carreira

### Patentes
| Offiziersanwärter    | 30 de março de 1922  |
| Fähnrich zur See     | 1 de abril de 1924   |
| Oberfähnrich zur See | 1 de abril de 1926   |
| Leutnant zur See     | 1 de outubro de 1926 |
| Oberleutnant zur See | 1 de julho de 1928   |
| Kapitänleutnant      | 1 de julho de 1934   |
| Korvettenkapitän     | 1 de agosto de 1938  |
| Fregattenkapitän     | 1 de julho de 1942   |

### Condecorações
| Cruz de Ferro 2ª Classe | 3 de dezembro de 1939 |
| Cruz de Ferro 1ª Classe | 9 de maio de 1940     |
| Badge de Guerra Fleet   | 28 de outubro de 1941 |

### Patrulhas
|       | U-Boot | Partida                | Partida | Chegada                | Chegada  | Dias    | Toneladas |
| ----- | ------ | ---------------------- | ------- | ---------------------- | -------- | ------- | --------- |
| 1     | U-131  | 27 de novembro de 1941 | Kiel    | 17 de dezembro de 1941 | Afundado | 21 dias | 4 016     |
| Total | Total  | Total                  | Total   | Total                  | Total    | 21 dias | 4016 t    |

### Sucessos
- 1 navio afundado com 4016 toneladas

| Data                  | U-Boot | Nome da Embarcação | Toneladas | Nacionalidade | Comboio |
| --------------------- | ------ | ------------------ | --------- | ------------- | ------- |
| 6 de dezembro de 1941 | U-131  | Scottish Trader    | 4 016     | britânico     | SC-56   |
| Total                 | Total  | Total              | 4 016 t   |               |         |